# Apterygota
Los apterigotos o apterigotas (en latín Apterygota, que deriva a su vez del término griego y significa "sin alas") son un taxón parafilético que agrupa a los insectos que en el curso de la evolución nunca han estado provistos de alas. El concepto se opone al de pterygotas (Pterygota, que significa "alado") (grupo, este sí, monofilético) que incluye los insectos con alas o que claramente derivan de antepasados alados (como los sifonápteros o pulgas). Apterygota es un grupo sin carácter taxonómico, y sus miembros no conforman un clado.
Los apterigotos se consideran los hexápodos más primitivos, como lo demuestra el hecho de no haber desarrollado aún las alas, y el de no experimentar metamorfosis (ametabolía o ametabolismo). Aparte de estas dos características, claramente plesiomórficas, no comparten ningún carácter derivado (apomorfía) que justifique la existencia de este grupo como entidad taxonómica. Los grupos parafiléticos de esta índole no son considerados por la actual taxonomía cladística.
En los apterigotos se agrupan los colémbolos, los proturos, los dipluros, los arqueognatos y los tisanuros. Las relaciones filogenéticas entre estos grupos y los insectos alados (Pterygota) son:
|  | Collembola |
|  |            |
|  | Protura    |
|  |            |

|  | Archaeognatha                                                                 |
|  |                                                                               |
|  | \| \| Zygentoma (obsoleto: Thysanura) \| \| \| \| \| \| Pterygota \| \| \| \| |
|  |                                                                               |
|  | Zygentoma (obsoleto: Thysanura)                                               |
|  |                                                                               |
|  | Pterygota                                                                     |
|  |                                                                               |

|  | Zygentoma (obsoleto: Thysanura) |
|  |                                 |
|  | Pterygota                       |
|  |                                 |

|  | Collembola |
|  |            |
|  | Protura    |
|  |            |

|  | Archaeognatha                                                                 |
|  |                                                                               |
|  | \| \| Zygentoma (obsoleto: Thysanura) \| \| \| \| \| \| Pterygota \| \| \| \| |
|  |                                                                               |
|  | Zygentoma (obsoleto: Thysanura)                                               |
|  |                                                                               |
|  | Pterygota                                                                     |
|  |                                                                               |

|  | Zygentoma (obsoleto: Thysanura) |
|  |                                 |
|  | Pterygota                       |
|  |                                 |